# Centro de Control de Misión de RKA

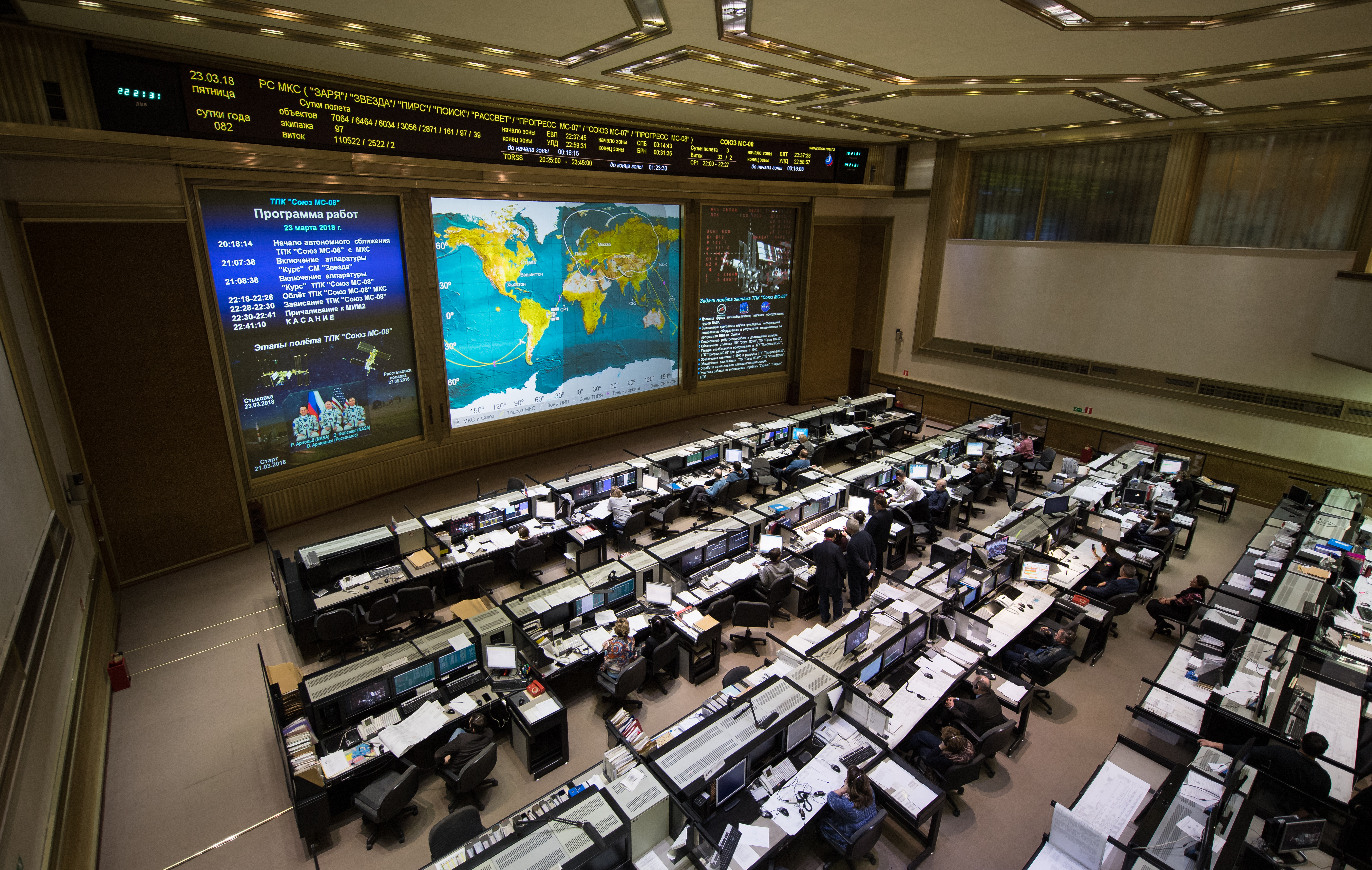
La sala principal de control de misión de la Estación Espacial Internacional.

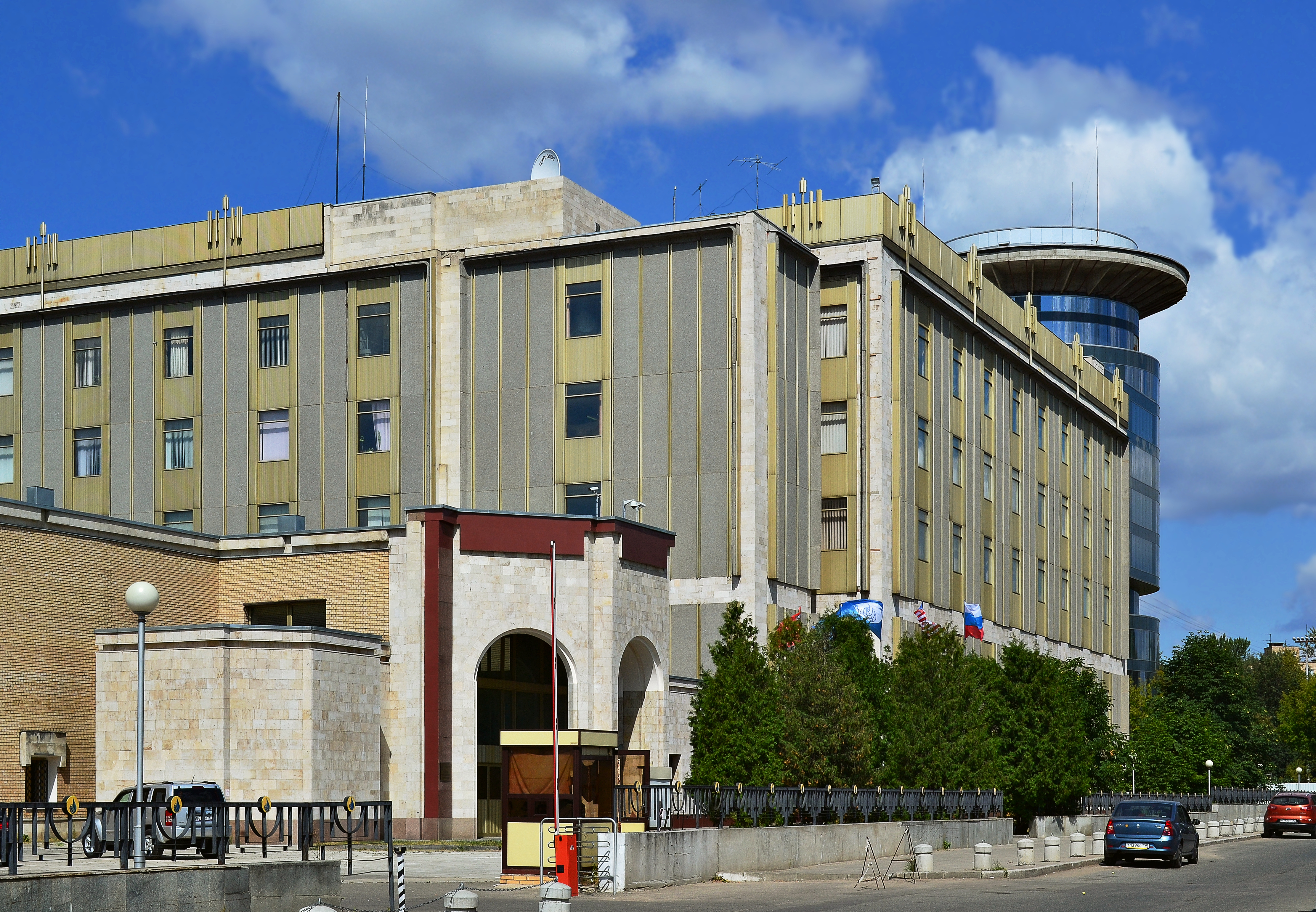
Edificio del Centro de Control de Misión de RKA en Koroliov.

El Centro de Control de Misión de RKA o TsUP (en ruso: Центр управления полётами o ЦУП), también conocido por su indicativo Mission Control Moscow, es el centro de control de misión de Roscosmos. Está ubicado en Koroliov, Oblast de Moscú, en la calle Pionerskaya, cerca de RKK Energiya.
Contiene una sala de control de la Estación Espacial Internacional, así como una sala de control conmemorativa de la estación espacial Mir donde se muestra en las pantallas de visualización las últimas órbitas de la Mir antes de que se quemase en la atmósfera.
TsUP proporciona control de vuelo práctico para vehículos espaciales de varias clases diferentes: complejos orbitales tripulados, naves espaciales, sondas espaciales y satélites civiles y científicos. Al mismo tiempo, realiza investigación científica y técnica, y desarrollo de métodos, algoritmos y herramientas para problemas de control, balística y navegación.